# Miłomłyn (gmina)
Miłomłyn est une gmina mixte du powiat de Ostróda, Varmie-Mazurie, dans le nord de la Pologne. Son siège est la ville de Miłomłyn, qui se situe environ 12 km au nord-ouest d'Ostróda et 44 km à l'ouest de la capitale régionale Olsztyn.
La gmina couvre une superficie de 160,91 km2 pour une population de 4 988 habitants.

## Géographie
Outre la ville de Miłomłyn, la gmina inclut les villages de Bagieńsko, Boguszewo, Bynowo, Dębinka, Faltyjanki, Gil Mały, Gil Wielki, Glimy, Kamieńczyk, Karnitki, Karnity, Ligi, Liksajny, Liwa, Lubień, Majdany Małe, Majdany Wielkie, Malinnik, Ostrów Wielki, Piławki, Rogowo, Skarpa, Skułty, Tarda, Wielimowo, Winiec, Wólka Majdańska, Zalewo, Zatoka Leśna et Ziemaki.
La gmina borde les gminy de Iława, Łukta, Małdyty, Morąg, Ostróda et Zalewo.